# 杨慥
杨慥（？—？），宋朝政治人物。
杨慥曾于1054年接替吴及任华亭县知县一职，1057年由胥元规接任。